# Love is War
Love Is War är det fjärde studioalbumet från den estniska gruppen Vanilla Ninja släppt den 19 maj 2006.

## Låtlista
1. Kingdom Burning Down - 3:59
2. Dangerzone - 3:17
3. The Band That Never Existed - 3:15
4. Rockstarz - 3:26
5. Shadows on the Moon - 3:05
6. Black Symphony - 3:46
7. Pray - 4:34
8. Battlefield - 3:08
9. Spirit of the Dawn - 3:52
10. Insane in Vain - 3:17
11. Bad Girls - 3:14
12. Silence - 4:31

## Listplaceringar
| Lista (2006) | Topplacering |
| ------------ | ------------ |
| Schweiz      | 14           |
| Österrike    | 29           |